# Aloísio Pires Alves
Aloísio Pires Alves vagy gyakran csak Aloísio (1963. augusztus 16. –) korábbi brazil labdarúgó, középső hátvéd.
19 éves pályafutása legnagyobb részét, 11 évet töltött a portugál FC Porto csapatánál, több mint 400 mérkőzésen játszott és 19 nagyobb trófeát szerzett.

## Pályafutása
Aloísio Pelotasban született, Brazília déli részén, Rio Grande do Sul államban. Először a Sport Club Internacional csapatában játszott, amellyel három állami bajnokságot nyert és 1987-ben ezüstérmes lett az országos bajnokságban.
1988-ban Spanyolországba szerződött az FC Barcelona csapatához. Az ott töltött két idény során nem tudott stabil helyet szerezni a kezdőcsapatban, habár az 1988–89-es KEK – 2–0-ra megnyert – döntőjében az olasz Sampdoria, és az 1990-es spanyol kupa – ugyancsak 2–0-ra nyert – döntőjében a Real Madrid ellen  ellen is kezdő volt.
Két szezon után elhagyta a katalán csapatot és az FC Porto csapatához írt alá, ahol pályafutása végéig, összesen 11 éven át játszott és a klub egyik emblematikus játékosává vált. Utolsó szezonját kivéve mindig legalább 28 mérkőzésen pályára lépett a Primeira Ligában, és egyike lett a Porto azon öt játékosának, aki sorozatban szerzett öt bajnoki címet (1995–99).
Aloísio végül 2001 júniusában fejezte be pályafutását, közel 38 esztendősen, hét bajnoki címmel, öt kupagyőzelemmel és hét szuperkupa-győzelemmel, 400-nál is több mérkőzéssel a Porto csapatában.
Ezután edzőként dolgozott, és tagja volt José Mourinho stábjának, amellyel portugál bajnoki címet és Bajnokok ligája-győzelmet is szereztek. Egy évre rá a spanyol Víctor Fernández segítőjeként a tartalékcsapat edzőjévé nevezték ki, mely a harmadosztályban játszott. Ezt követően egy évig az akkor másodosztályú AC Vila Meã vezetőedzője volt, majd rövid ideig a Braga segédedzője volt.

### A válogatottban
1988-ban hatszor lépett pályára a Brazil válogatottban. Ugyanebben az évben részt vett a szöuli olimpián is, ahol ezüstérmet szerzett.

## Sikerei, díjai

### Klub
Internacional
- Campeonato Gaúcho: 1982, 1983, 1984

Barcelona
- Kupagyőztesek Európa-kupája: 1988–89
- Copa del Rey: 1989–90

Porto
- Primeira Liga: 1991–92, 1992–93, 1994–95, 1995–96, 1996–97, 1997–98, 1998–99
- Taça de Portugal: 1990–91, 1993–94, 1997–98, 1999–2000, 2000–01
- Supertaça Cândido de Oliveira: 1990, 1991, 1993, 1994, 1996, 1998, 1999

#### A válogatottban
- Olimpia: ezüstérem 1988